# Ornithogalum thermophilum
Ornithogalum thermophilum är en sparrisväxtart som beskrevs av Frances Margaret Leighton. Ornithogalum thermophilum ingår i släktet stjärnlökar, och familjen sparrisväxter. Inga underarter finns listade i Catalogue of Life.